# Geoffrey Hinton
Geoffrey Everest Hinton (Wimbledon, 6 dicembre 1947) è uno psicologo e informatico britannico naturalizzato canadese.
Noto per i suoi contributi allo sviluppo dell'apprendimento automatico, è considerato uno tra i ricercatori più influenti nello sviluppo dell'apprendimento profondo. Professore all'Università di Toronto e ricercatore presso Google Brain, nel 2017 fondò il Vector Institute for Artificial Intelligence a Toronto, di cui è consulente scientifico principale pro bono.
Nel 1986 ha pubblicato con David Rumelhart e Ronald J. Williams un articolo di particolare influenza, che popolarizzò il già noto uso dell'algoritmo di retropropagazione dell'errore per l'allenamento di reti neurali a più livelli. Nel 2012 AlexNet, rete neurale profonda progettata in collaborazione con i suoi studenti Alex Krizhevsky e Ilya Sutskever, ottenne risultati rivoluzionari nel problema di classificazione delle immagini, migliorando con un largo margine i risultati dell'ImageNet challenge nel 2012 e aprendo la strada all'applicazione delle reti neurali profonde in problemi di visione artificiale.
Nel 2018 ricevette, insieme a Yoshua Bengio e Yann LeCun, il Premio Turing per i suoi contributi allo sviluppo dell'apprendimento profondo. I tre ricercatori sono noti come "padrini dell'apprendimento profondo" per via dell'influenza dei loro contributi allo sviluppo del settore.

## Biografia
Hinton è pronipote di George Boole e del chirurgo e scrittore James Hinton, nipote dello scrittore Charles Howard Hinton e dell'economista Colin Clark, e figlio dell'entomologo Howard Everest Hinton. Il suo secondo nome è un omaggio a un suo altro parente, il cartografo George Everest. Studiò al King's College a Cambridge, dove conseguì un Bachelor of Arts in psicologia sperimentale nel 1970, e successivamente all'Università di Edimburgo, dove conseguì un dottorato di ricerca in intelligenza artificiale nel 1978, sotto la supervisione di Christopher Longuet-Higgins.
Dopo il dottorato lavorò presso l'Università del Sussex e, a causa della difficoltà nel reperire finanziamenti di ricerca nel Regno Unito, si spostò presso l'Università della California - San Diego, dove fu professore ospite per un semestre nel 1982, e l'Università Carnegie Mellon, dove lavorò dal 1982 al 1987. A seguito delle politiche reaganiane e del finanziamento militare alla ricerca sull'intelligenza artificiale, Hinton lasciò gli Stati Uniti d'America e si trasferì in Canada nel 1987, dove divenne professore presso il dipartimento di informatica dell'Università di Toronto, titolare della Canada Research Chair in apprendimento automatico, e consulente del programma Learning in Machines & Brains presso il Canadian Institute for Advanced Research (CIFAR). Nel 1998 fondò il Gatsby Charitable Foundation Computational Neuroscience Unit presso l'University College London, di cui fu direttore fino al 2001.
Nel 2012 Hinton tenne un popolare corso gratuito sulle reti neurali artificiali presso la piattaforma di apprendimento online Coursera. Nel marzo 2013 venne assunto da Google a seguito dell'acquisizione della società DNNresearch Inc., da lui fondata, e da allora divide il suo tempo tra l'università e il lavoro presso Google.

### Interessi di ricerca
Durante il suo periodo presso l'Università Carnegie Mellon (1982-1987) Hinton, insieme a David Rumelhart e Ronald J. Williams, applicò la retropropagazione dell'errore alle reti neurali artificiali a più livelli, mostrandone la capacità di imparare utili rappresentazioni. In un'intervista tenuta nel 2018, Hinton attribuì a David Rumelhart l'idea originale di usare la retropropagazione dell'errore. Il metodo era stato usato in precedenza in tecniche di apprendimento automatico, grazie all'introduzione della differenziazione automatica (che è comunemente usata nell'implementazione dell'algoritmo di retropropagazione) da parte di Seppo Linnainmaa nel 1970, e della sua applicazione all'allenamento di reti neurali da parte di Paul Werbos nel 1974.
Nello stesso periodo Hinton introdusse, insieme a David Ackley e Terry Sejnowski, le macchine di Boltzmann. Produsse inoltre risultati significativi nello sviluppo di rappresentazione distribuita, reti neurali a ritardo, macchine di Helmholtz, misture e prodotto di esperti. Nel 2007 contribuì a un articolo sull'apprendimento non supervisionato di trasformazioni delle immagini. Nel 2008 introdusse insieme a van der Maaten l'algoritmo t-SNE, basato sull'algoritmo stochastic neighbour embedding introdotto dallo stesso Hinton nel 2002. I suoi contributi di ricerca sono stati oggetto di articoli divulgativi su Scientific American nel settembre 1992 e ottobre 1993.
Nel 2012 Hinton produsse uno dei risultati più noti della sua carriera, introducendo AlexNet, una rete neurale profonda progettata in collaborazione con i suoi studenti Alex Krizhevsky e Ilya Sutskever. Tale modello ottenne risultati senza precedenti nel problema di classificazione delle immagini, migliorando significativamente rispetto a tecniche tradizionali allora dominanti e ottenendo il primo posto con un largo margine nell'ImageNet challenge nel 2012. Tale risultato fu una pietra miliare nell'evoluzione della visione artificiale, aprendo la strada all'applicazione delle reti neurali profonde in una varietà di problemi.
Nell'ottobre e novembre 2017 Hinton pubblicò due articoli che introdussero le reti neurali a capsula. Nel maggio 2023 Hinton ha annunciato le sue dimissioni da Google per poter "parlare liberamente dei rischi dell'intelligenza artificiale".

### Riconoscimenti

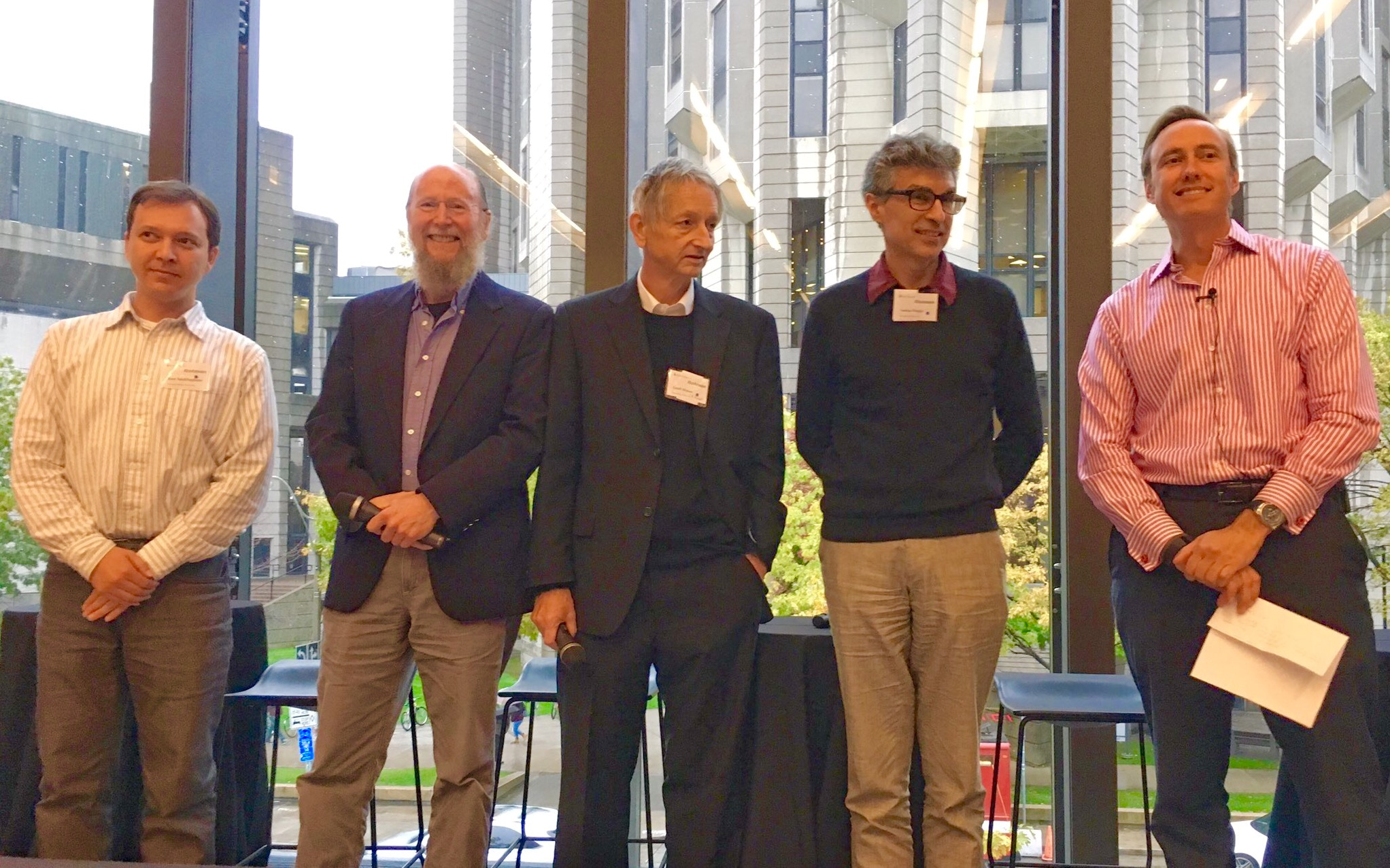
Da sinistra a destra, Russ Salakhutdinov, Richard S. Sutton, Geoffrey Hinton, Yoshua Bengio e Steve Jurvetson nel 2016

Hinton venne nominato Fellow of the Royal Society nel 1998. Nel 2001 ottenne un dottorato onorario dall'Università di Edimburgo. Nello stesso anno fu il primo vincitore del premio Rumelhart. Nel 2005 ricevette la Gerhard Herzberg Canada Gold Medal for Science and Engineering. Nel 2011 ottenne un dottorato onorario dall'Università del Sussex, e nel 2013 un dottorato onorario dall'Università di Sherbrooke. Nel 2016 venne eletto membro internazionale della National Academy of Engineering "per i suoi contributi alla teoria e pratica delle reti neurali artificiali e la loro applicazione a riconoscimento testuale e visione artificiale". Nello stesso anno ricevette l'IEEE/RSE Wolfson James Clerk Maxwell Award e il BBVA Foundation Frontiers of Knowledge Award nella categoria Information and Communication Technologies "per il suo contributo pionieristico e altamente influente" nel dotare le macchine della capacità di apprendere.
Nel 2018 ricevette, insieme a Yann LeCun, e Yoshua Bengio, il Premio Turing "per i contributi concettuali e ingegneristici rivoluzionari che hanno reso le reti neurali profonde una componente informatica essenziale". Nello stesso anno venne nominato Companion dell'Ordine del Canada.
Nel 2024 è stato insignito del premio Nobel per la fisica insieme a John Hopfield per i loro studi sull'apprendimento artificiale e le reti neurali artificiali 

### Opinioni sull'intelligenza artificiale
Hinton ha espresso opposizione all'uso di armi letali a controllo automatico. Generalmente si rifiuta di esprimere predizioni a lungo termine riguardo ai rischi della singolarità tecnologica, osservando che il progresso esponenziale nel settore causi troppa incertezza sul futuro. Tuttavia, The New Yorker gli attribuisce una conversazione con il ricercatore Nick Bostrom nella quale avrebbe affermato di non aspettare lo sviluppo di un'intelligenza artificiale forte prima di diversi decenni ("non prima del 2070") e che non ci sia speranza di controllare l'uso dell'intelligenza artificiale nel futuro, affermando che i sistemi politici ne faranno uso per terrorizzare la popolazione, e che entità come la National Security Agency stiano già cercando di sfruttare tali tecnologie. Riguardo ai rischi della singolarità tecnologica, non esclude la possibilità di sopravvivenza dell'umanità, ma osserva che non ci sono precedenti di una specie di intelligenza inferiore capace di controllare una specie superiore.
Nell'aprile 2023 aderì alla proposta di una moratoria di 6 mesi per il software di intelligenza artificiale, sottoscritta da scienziati, professori universitari, ingegneri e intellettuali di tutto il mondo.
In un'intervista rilasciata al New York Times nel maggio 2023, Hinton rivalutò le sue previsioni sullo sviluppo dell'intelligenza artificale, affermando che la sua precedente aspettativa sul tempo necessario per lo sviluppo della tecnologia (30-50 anni nel futuro) fosse sbagliata e che il progresso stia avvenendo più velocemente, sostenendo che i ricercatori dovrebbero evitare di applicare la tecnologia su larga scala fino a quando non sono fiduciosi di essere in controllo.